# Àngel Calafell i Pijoan
Àngel Calafell i Pijoan (Sant Guim de Freixenet, 1909 - Barcelona, 1988) va ser un destacat activista pels drets de les persones sordes.
Va liderar la lluita pels drets de les persones sordes a través del moviment associatiu, presidint associacions per aquest propòsit i ajudant a crear-ne de noves. El 1978 va fundar l'Associació de Sords de Catalunya, que més endavant va passar a anomenar-se Federació de Persones Sordes de Catalunya (FESOCA). Va ser cofundador, junt amb Juan Luís Marroquín, de la Confederació Nacional de Sordmuts d'Espanya (CNSE) i va impulsar la Federació Espanyola d'Esports de Sordmuts. Va rebre del Govern de la Generalitat de Catalunya la Medalla al Treball President Macià l'any 1985.

## Obres
- Pijoan, Àngel Calafell i. Mi vida silenciosa: 1909-1962 (en castellà).  Octaedro, 2011. ISBN 978-84-9921-182-4.